# Stipa nakaii
Stipa nakaii är en gräsart som beskrevs av Masaji Masazi Honda. Stipa nakaii ingår i släktet fjädergrässläktet, och familjen gräs. Inga underarter finns listade i Catalogue of Life.